# Bleu canard

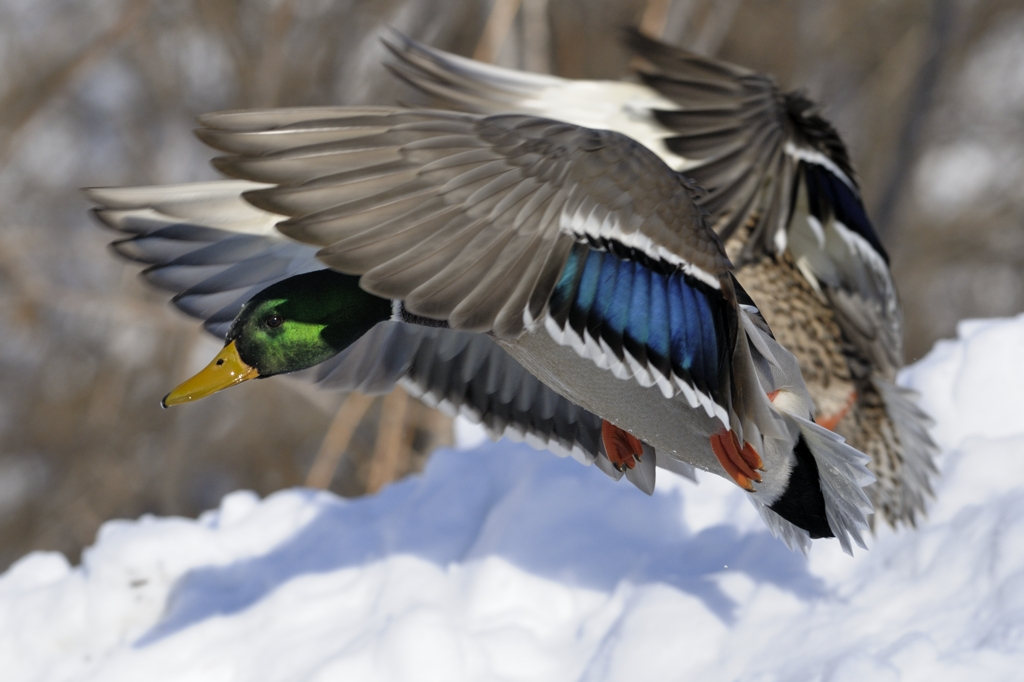
Colvert se posant. Bleu canard visible sur l'aile, vert canard sur la tête.

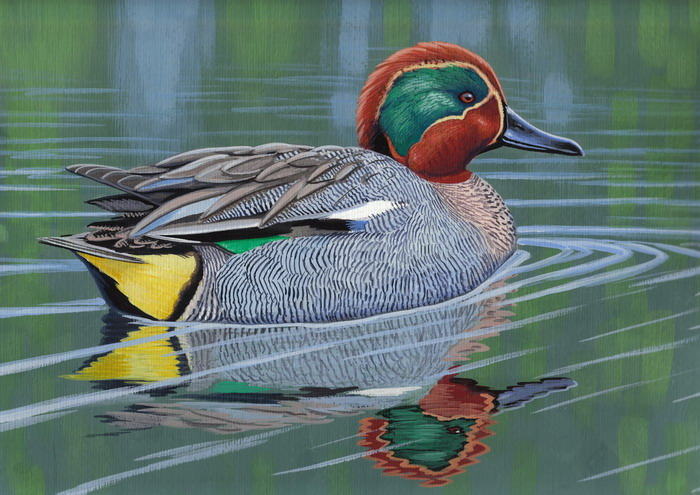
Bleu canard autour des yeux de canard sarcelle d'hiver mâle.

Bleu canard et vert canard sont des noms de couleur qui désignent des couleurs intenses, intermédiaires entre le bleu et le vert, se référant à celles de certaines plumes du canard. Le nom bleu canard pris dans le langage populaire correspond non pas à la tête du canard colvert mâle, qui pourrait être vert canard, mais à la couleur de plumes des ailes, visibles en vol et récupérables, pour la décoration de vêtements, sur l'animal abattu, tant chez le mâle que chez la femelle. Une autre nuance se trouve au contour de l'œil du canard sarcelle.

## Nuances
Il est sans doute difficile de distinguer ce qui doit être bleu canard et ce qui est plutôt vert canard : « Bleu canard : couleur profonde et intense, où se mélangent le bleu et le vert, qui est celle du cou (anciennement col) de certains canards. Mais pourquoi dire bleu canard, alors que la variété particulière de canard qui présente cette coloration est le Colvert ? Ne serait-il pas mieux de parler de vert canard ? Cependant, l'habitude est bien enracinée. »
Dans les nuanciers actuels, on trouve 3765 bleu canard et 3848 vert canard, 164 bleu canard.

### Nuanciers historiques
Pour Castel, écrivant au milieu du XVIIIe siècle, le vert canard est un « céladon brun », c'est-à-dire un vert-bleu foncé.
Au XIXe siècle, Michel-Eugène Chevreul a entrepris de situer toutes les couleurs par rapport à des types eux-mêmes repérés par rapport aux raies de Fraunhofer. Il mentionne le vert canard parmi les couleurs de l’Instruction générale sur la teinture des laines de 1671 et parmi les « noms de couleurs les plus fréquemment usités dans la conversation et dans les livres », avec la cote 3 vert-bleu 12,13 et 14 ton. C'est la même teinte, en plus foncé, que le vert céladon. Il s'agit là du vert canard pris sur le canard lui-même ; la soie de Guinon teinte en vert canard est 5 vert-bleu 11 ton.
Le Répertoire de couleurs de la Société des chrysanthémistes publié en 1905 donne la dénomination vert russe du marchand de couleurs Lorilleux comme un synonyme de Vert canard.
L'expression bleu canard est attestée en 1874, dans le contexte d'une description de mode. Bleu sarcelle se trouve en 1917, peu avant l'apparition de teal blue à Londres, dans Les Élégances parisiennes, publication officielle des industries françaises de la mode ; il semble que cette dénomination soit le nom commercial d'un velours d'une seule maison.

## Équivalent sur le Web:teal
Les concepteurs américains anonymes de la liste de noms de couleur X11, reprise dans les couleurs du Web, ont associé des mots-clés à des codes informatiques de couleur. teal, sarcelle en anglais, renvoie à un code de couleur saturée de la gamme cyan, couleur complémentaire du rouge primaire, avec cette composante à zéro et les deux autres au même niveau, à la moitié de l'échelle, c'est-à-dire à une luminosité de 48 %, légèrement plus sombre que darkCyan la pleine échelle étant obtenue avec les codes aqua ou cyan,.
Le nom de couleur teal est attesté en anglais, dans le domaine de la mode, depuis 1923 ; les premiers commentaires américains le décrivent comme un bleu de Prusse. Le nom est repris en 1948 dans le nuancier Plochere Color System.